# Villa Lange
Die Villa Lange, ein herrschaftliches Landhaus, das sich Richard Lange 1908/1910 errichten ließ, liegt in der Weinbergstraße 32/32a im Stadtteil Oberlößnitz der sächsischen Stadt Radebeul. Es war der Wohnsitz des Uhrmachers und Industriellen Richard Lange.

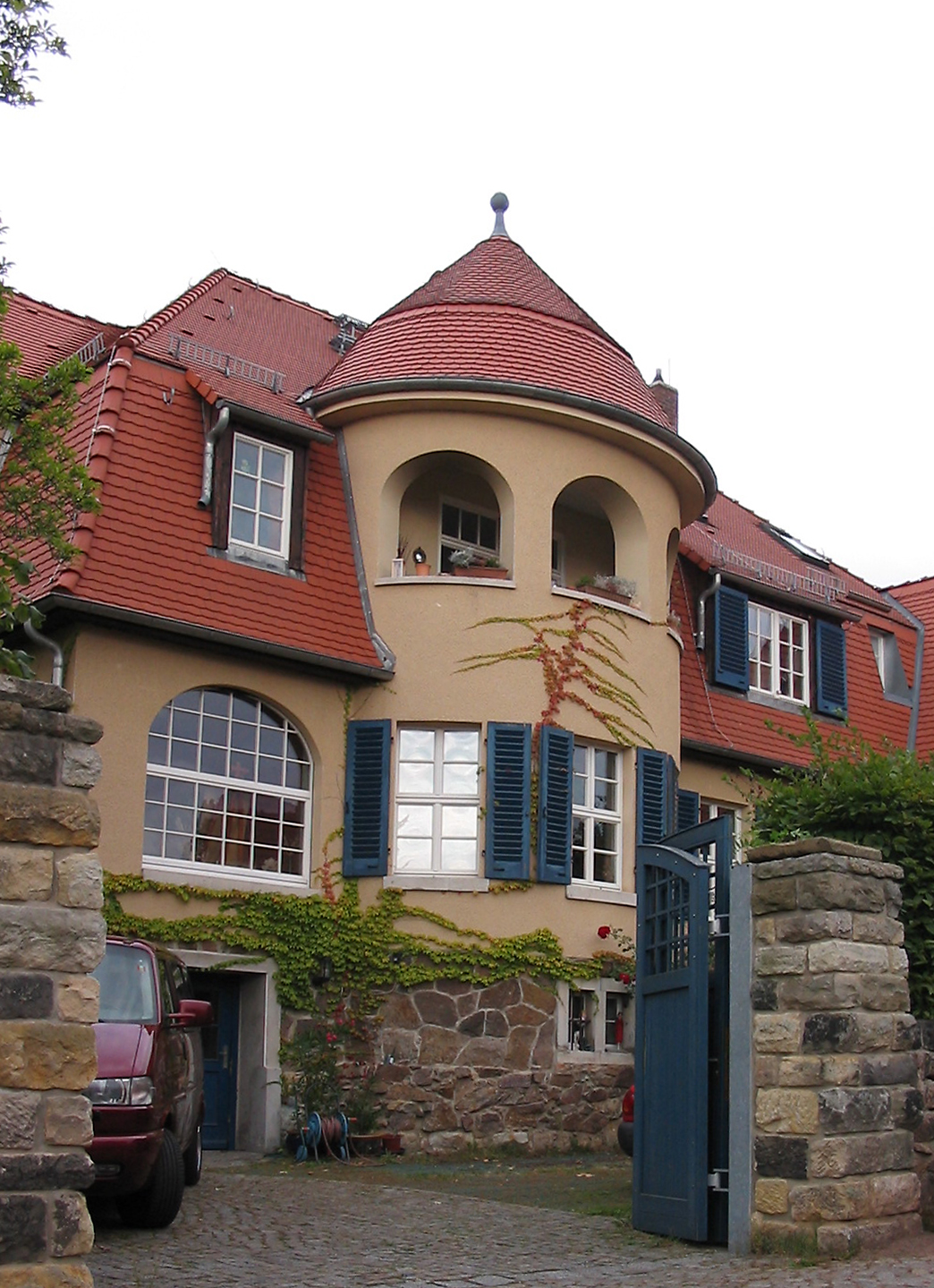
Landhaus Weinbergstraße 32

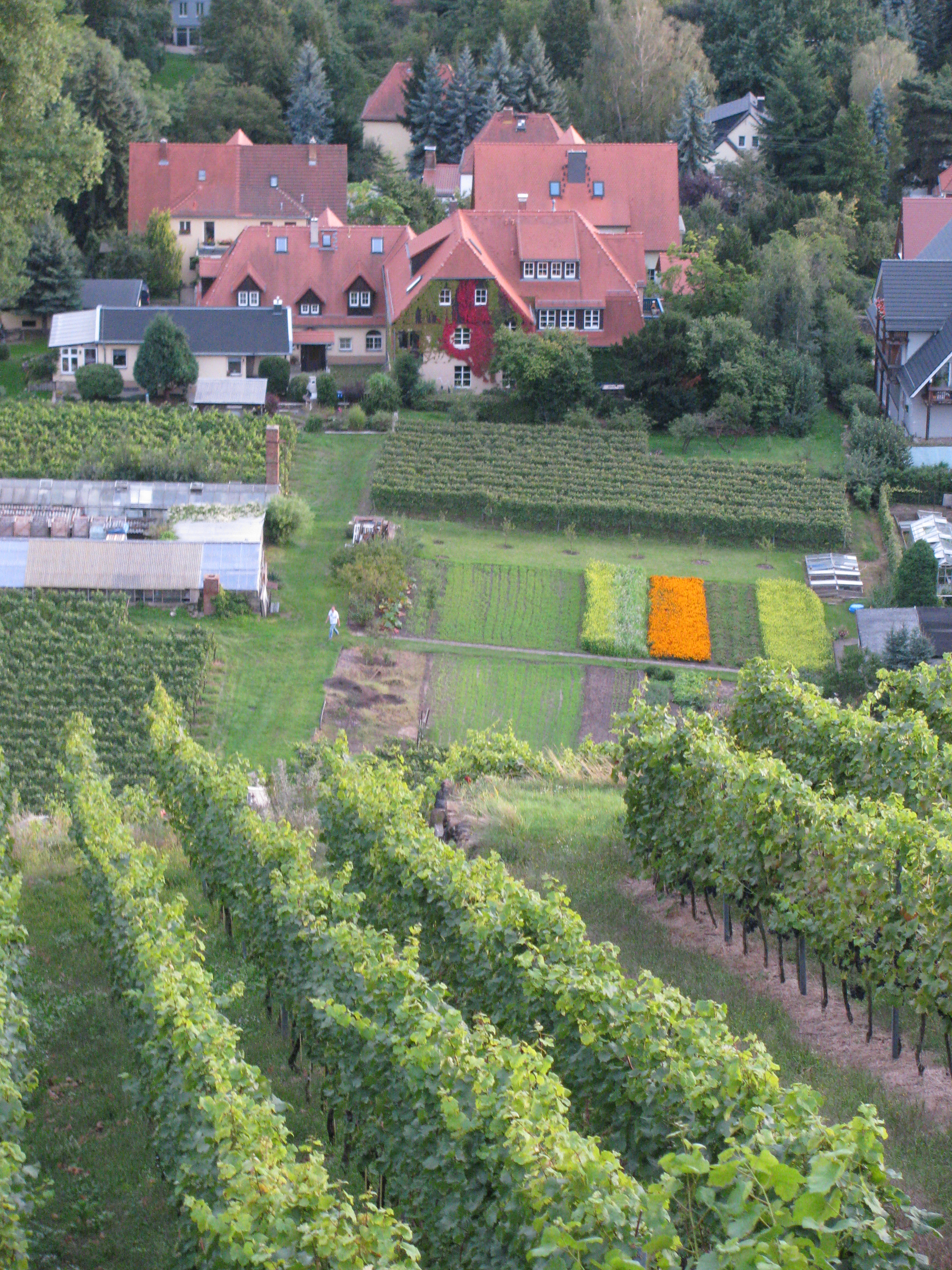
Landhaus mit Nebengebäude, von den Weinbergen aus

## Beschreibung

### Landhaus
Das mitsamt Einfriedung unter Denkmalschutz stehende Anwesen besteht aus zwei miteinander verbundenen Baukörpern, dem neu erstellten herrschaftlichen Landhaus (Weinbergstraße 32) und dem Nebengebäude direkt an der Straße (Weinbergstraße 32a), das aus dem Umbau eines bestehenden Weinbergshauses entstand.
Die von der Straße zurückgesetzte Villa ist ein Putzbau mit einem ausgebauten Obergeschoss im Mansarddach. Das Gebäude steht mit der Traufseite zur Straße hin. Links von der Mitte steht ein zweigeschossiger, halbrunder Standerker mit einer Kegelhaube, dessen Obergeschoss durch eine Loggia mit korbbogigen Öffnungen gebildet wird. Das Landhaus ist an das Nebengebäude angebaut.

### Nebengebäude

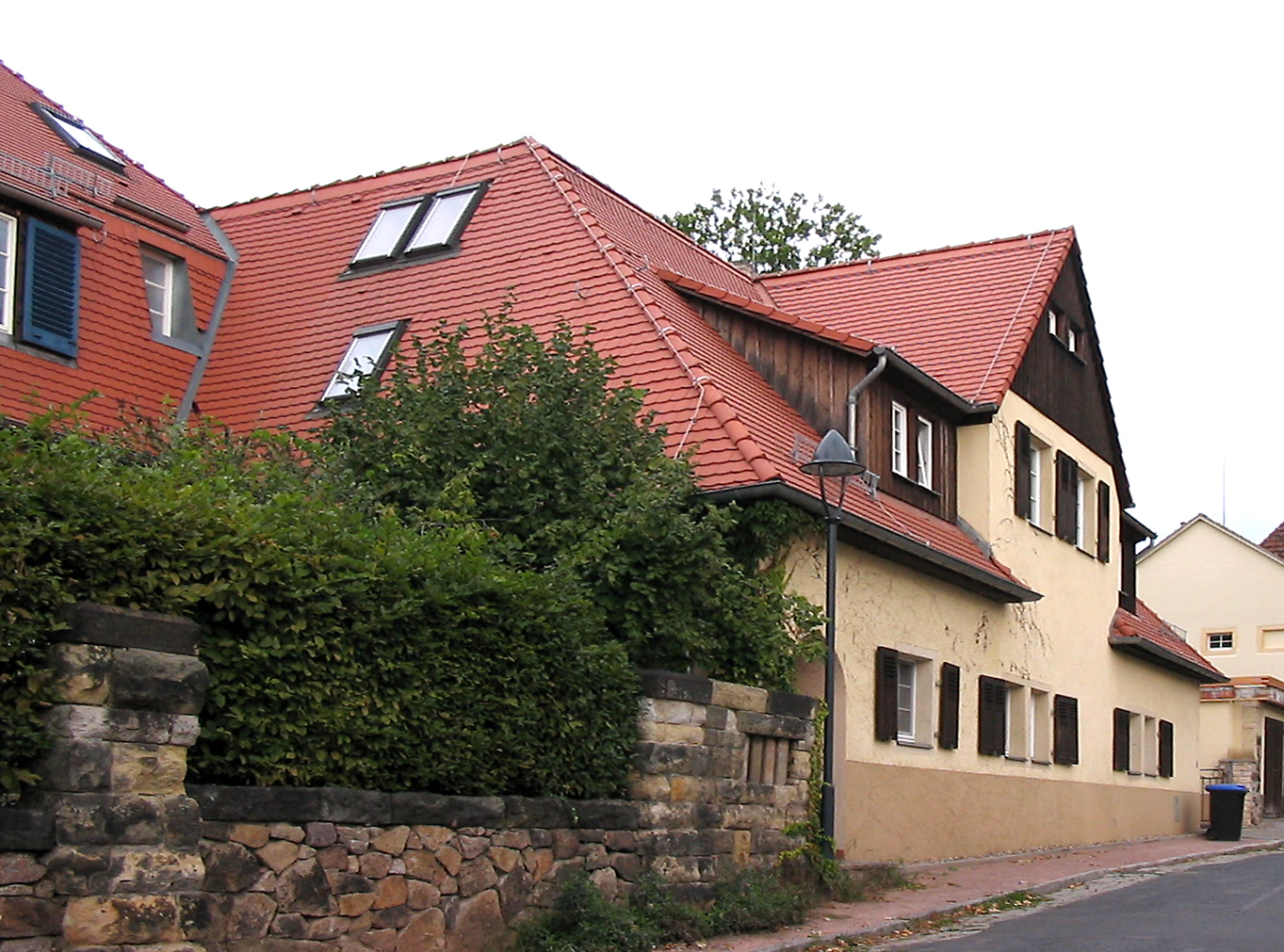
Landhaus für Richard Lange, Nebengebäude Nr. 32a

Das ebenfalls geputzte Nebengebäude (Weinbergstraße 32a) direkt an der Straße entstand aus einem Weinbergshaus aus dem 18. Jahrhundert, das in Größe und Aussehen dem nicht weit entfernten Haus Lorenz ähnelte und dessen Erdgeschoss bewahrt und wiederverwendet wurde. Das Nebengebäude, dessen Traufseite direkt in der Straßenflucht liegt, trägt ein Walmdach mit einem mittigen Zwerchhaus.

## Geschichte
Der Uhrmacher und Industrielle Richard Lange (Paul Alfred Lange), ältester Sohn von Ferdinand Adolph Lange und Mitinhaber der Uhrenmanufaktur A. Lange & Söhne in Glashütte, erwarb 1908 (abweichend: 1910) ein Weinbergsanwesen in Oberlößnitz. Zu dem Anwesen gehörten ein Weinberg und eine Gärtnerei.
Am 28. September 1908 beantragte er den Abriss aller alten Weinbergsgebäude auf seinem Grundstück, um dort einen Neubau nach einem Entwurf von Paul Ziller errichten zu lassen. Am 19. Dezember 1908 erstellte der Kötzschenbrodaer Regierungsbaumeister Kempe im Auftrag des Landesvereins Sächsischer Heimatschutz eine Skizze als Gegenentwurf, die den Erhalt des Erdgeschosses des direkt an der Straße gelegenen Weinberghauses festlegte. Auf dieser Grundlage erstellte der Architekt der Baufirma Gebrüder Ziller, Max Steinmetz, einen neuen Entwurf, der am 2. Juni 1909 genehmigt wurde. Die Bezugserlaubnis erfolgte am 9. März 1910.